# Пресупозиція
Пресупози́ція (від лат. prae «попереду» і лат. suppositio → suppono «підставляю», тобто «припущення» ≈ «попереднє припущення») — засадниче поняття сучасної логіки і мовознавства, яке означає базове ствердження, незаперечне знання (аксіому), на основі якої будуються усі подальші твердження, висловлювання, судження, умовиводи тощо.

## Пресупозиція— об'єкт дослідження різних наук
Пресупозиція є поняттям, яким оперують логіка і прагматика. Наприклад, твердження «Я писатиму ще статті до Української Вікіпедії» має свою пресупозицію — «я вже писав статті до Української Вікіпедії» (у цьому випадку пресупозиція виражається часткою «ще»).
( А у випадку "дуже добре хочуть писати статті у вікіпедії (ще))" 
Завдяки своїй практичній стороні, пресупозиція в теперішній час активно застосовується у нейролігвістичному програмуванні (НЛП).
Таким чином, пресупозиція є суміжним поняттям, виступаючи об'єктом досліджень (переважно теоретичних, але також і практичних) різних наук — мовознавства, логіки, психології тощо.
Базисне значення пресупозиції, яке використовують інші науки, міститься у лінгвістиці.

## Пресупозиція лінгвістична
Пресупозиція зазвичай стосується розповіді. Компоненти прагматичної ситуації розповіді знаходяться у відношенні взаємообумовленості і в цілому є певним прагматичним комплексом, невід'ємною частиною якого є пресупозиція.
Пресупозиція розповіді є або чітке знання, або припущення мовця про те, що адресат розповіді належить до його мікросвіту, і таким чином здатний домислити або припустити несказанне, але таке, що мислиться в розповіді.